# Childebrand
Childebrand (678 Autun – 743 či 751 Autun) byl franský vévoda, nemanželský syn majordoma Pipina II. Prostředního a Alpaidy. Byl bratrem Karla Martela Narodil se v Autunu, kde později i zemřel. Oženil se s Emmou z Austrasie. Jeho otec mu věnoval Burgundsko. Vyznamenal se, když po boku svého bratra vyhnal Saracény z Franské říše.
Byl patronem pokračovatele Fredegarovy kroniky, stejně jako jeho syn Nibelung I.
Datum jeho smrti je sporné, některé zdroje uvádí jeho smrt v roce 743, zatímco jiné píší, že žil až do roku 751.